# (36902) 2000 SN177
2000 SN177 (asteroide 36902) é um asteroide da cintura principal. Possui uma excentricidade de 0.03790660 e uma inclinação de 5.03990º.
Este asteroide foi descoberto no dia 28 de setembro de 2000 por LINEAR em Socorro.